# Maria Varricchio
Maria Varricchio (Benevento, 11 giugno 1999) è una tiratrice a segno italiana del Gruppo Sportivo Fiamme Oro.
Ha vinto la medaglia di bronzo nel mixed da 10 metri nel tiro a segno con pistola in coppia con Dario Di Martino alle Universiadi 2019
Nel 2019 conquista il titolo Italiano Universitario di Pistola a 10 metri a L'Aquila stabilendo il nuovo record Italiano di finale. Nel 2021 conquista il titolo Italiano assoluto di Pistola Sportiva a 25 metri. Il 27 marzo 2022 conquista un argento a squadra ai Campionati Europei di Pistola a 10 metri ad Hamar (Polonia). Il 13 luglio 2022 conquista un bronzo in Coppa del Mondo a Changwon (Corea del Sud) nella specialità Mixed Team di Pistola a 10 metri. Nel 2022 conquista due titoli Italiani assoluti e due titoli Italiani di categoria sia nella pistola a 10 metri ad aria compressa che nella Pistola sportiva a fuoco a 25 metri. 